# Momoland
Le Momoland (모모랜드?, MomoraendeuLR) sono un gruppo musicale sudcoreano formatosi a Seul nel 2016 attraverso il talent show Finding Momoland.

## Storia
Hanno debuttato il 10 novembre 2016 con l'EP Welcome to Momoland. Il gruppo inizialmente era formato dai sette membri vincitori dello show (Hyebin, Yeonwoo, Jane, Nayun, JooE, Ahin e Nancy), ma nel 2017 sono state aggiunte alla formazione Daisy (ex concorrente dello stesso reality) e Kim Taeha (ex concorrente del talent Produce 101).
Sono giunte alla popolarità nel 2018 quando la loro canzone "Bboom Bboom", facente parte del loro terzo EP Great!, è diventata una hit virale in Corea del Sud, procurando al gruppo il loro primo trofeo in un music show, e arrivando in 2ª posizione sulla Circle Chart. Il brano è stato seguito poi da "Baam", contenuto nell'EP Fun to the World, uscito il 26 giugno 2018 e arrivato in 13ª posizione sulla classifica nazionale sudcoreana.
Nel 2019 il gruppo ha pubblicato il suo quinto EP Show Me, con il brano "I'm So Hot" come title-track, seguito poi a settembre dal loro album in studio per il mercato giapponese Chiri Chiri.
Il 30 novembre del 2019, l'etichetta discografica del gruppo, la MLD Entertainment, ha annunciato che Taeha e Yeonwoo avrebbero lasciato le Momoland: la prima a causa della scadenza del suo contratto, e la seconda prediligendo un'ipotetica carriera nel cinema anziché nel campo musicale, però sempre rimanendo sotto contratto con l'agenzia. Nello stesso giorno ha annunciato che anche Daisy si trovava nel pieno delle discussioni del suo contratto con l'agenzia. A maggio 2020 è stato confermato che anche lei ha lasciato il gruppo, rendendo le Momoland un sestetto.
Il sesto  EP del gruppo, Starry Night, è uscito l'11 giugno 2020, mentre a novembre è uscito il singolo Ready or Not, prodotto dal cantante Psy. Nel 2021 hanno attirato l'attenzione internazionale per la loro cover di "Wrap Me in Plastic" di Chromance, mentre l'unica pubblicazione del 2022 è stata la collaborazione "Yummy Yummy Love" con Natti Natasha, a gennaio.
Il 27 gennaio 2023, l'agenzia MLD Entertainment ha condiviso che il loro contratto era scaduto e nessuna lo aveva rinnovato. Il 10 aprile 2025 è stato annunciato che le sei componenti delle Momoland avevano firmato con la Inyeon Entertainment e sarebbero tornate in attività.

## Formazione
- Hyebin (혜빈) – Leader, rap, voce (2016-2023, 2025-oggi)
- Jane (제인) – voce, rap (2016-2023, 2025-oggi)
- Nayun (나윤) – voce, rap (2016-2023, 2025-oggi)
- JooE (주이) – voce, rap (2016-2023, 2025-oggi)
- Ahin (아인) – voce (2016-2023, 2025-oggi)
- Nancy (넨시) – voce (2016-2023, 2025-oggi)

Ex-membri
- Yeonwoo (연우) – voce, rap (2016-2019)
- Taeha (태하) – voce (2017-2019)
- Daisy (데이지) – rap (2017-2019)

## Discografia

### Album in studio
- 2019 – Chiri Chiri

### EP
- 2016 – Welcome to Momoland
- 2017 – Freeze!
- 2018 – Great
- 2018 – Fun to the World
- 2019 – Show Me
- 2020 – Starry Night

### Raccolte
- 2018 – Momoland The Best ～Korean Ver.～

### Singoli
- 2017 – Wonderful Love
- 2019 – Thumbs Up
- 2020 – Ready or Not
- 2022 – Yummy Yummy Love (con Natti Natasha)

## Filmografia
- Finding Momoland (2016)
- Momoland's Saipan Land (2018)

## Riconoscimenti

### Asia Artist Award
| Anno | Premio                                   | Ricevente | Risultato       |
| ---- | ---------------------------------------- | --------- | --------------- |
| 2017 | Rising Star Award                        | Momoland  | Vincitore/trice |
| 2018 | Most Popular Artists (Singer) – Top 50   | Momoland  | Candidato/a     |
| 2018 | Best Icon (Music)                        | Momoland  | Vincitore/trice |
| 2019 | Most Popular Artists (Singer) – Top 50   | Momoland  | Candidato/a     |
| 2019 | Starnews Popularity Award (Female Group) | Momoland  | Candidato/a     |
| 2019 | AAA Choice (Singer)                      | Momoland  | Vincitore/trice |

### Golden Disc Award
| Anno | Premio                          | Ricevente     | Risultato       |
| ---- | ------------------------------- | ------------- | --------------- |
| 2019 | Digital Daesang                 | "Bboom Bboom" | Candidato/a     |
| 2019 | Digital Bonsang                 | "Bboom Bboom" | Vincitore/trice |
| 2019 | Popularity Award                | Momoland      | Candidato/a     |
| 2019 | NetEase Most Popular K-pop Star | Momoland      | Candidato/a     |

### Korea Popular Music Awards
| Anno | Premio                 | Ricevente     | Risultato       |
| ---- | ---------------------- | ------------- | --------------- |
| 2018 | Best Artist            | Momoland      | Candidato/a     |
| 2018 | Bonsang Award          | Momoland      | Vincitore/trice |
| 2018 | Popularity Award       | Momoland      | Candidato/a     |
| 2018 | Best Digital Song      | "Bboom Bboom" | Candidato/a     |
| 2018 | Best Group Dance Track | "Bboom Bboom" | Candidato/a     |

### Genie Music Award
| Anno | Premio                       | Ricevente     | Risultato       |
| ---- | ---------------------------- | ------------- | --------------- |
| 2018 | Artist of the Year           | Momoland      | Candidato/a     |
| 2018 | Song of the Year             | "Bboom Bboom" | Candidato/a     |
| 2018 | Dance Track (Female)         | "Bboom Bboom" | Vincitore/trice |
| 2018 | Female Group Award           | Momoland      | Candidato/a     |
| 2018 | Discovery of the Year        | Momoland      | Candidato/a     |
| 2018 | Genie Music Popularity Award | Momoland      | Candidato/a     |

### Melon Music Award
| Anno | Premio                  | Ricevente     | Risultato       |
| ---- | ----------------------- | ------------- | --------------- |
| 2018 | Top 10 Artists          | Momoland      | Candidato/a     |
| 2018 | 1theK Performance Award | Momoland      | Vincitore/trice |
| 2018 | Song of the Year        | "Bboom Bboom" | Candidato/a     |
| 2018 | Best Dance (Female)     | "Bboom Bboom" | Candidato/a     |

### Mnet Asian Music Award
| Anno | Premio                 | Ricevente | Risultato       |
| ---- | ---------------------- | --------- | --------------- |
| 2017 | Best New Female Artist | Momoland  | Candidato/a     |
| 2017 | Artist of the Year     | Momoland  | Candidato/a     |
| 2018 | Best Female Group      | Momoland  | Candidato/a     |
| 2018 | Discovery of the Year  | Momoland  | Vincitore/trice |
| 2018 | Artist of the Year     | Momoland  | Candidato/a     |

### Seoul Music Award
| Anno | Premio               | Ricevente | Risultato       |
| ---- | -------------------- | --------- | --------------- |
| 2018 | Bonsang Award        | Momoland  | Candidato/a     |
| 2018 | Popularity Award     | Momoland  | Candidato/a     |
| 2018 | Hallyu Special Award | Momoland  | Candidato/a     |
| 2019 | Daesang Award        | Momoland  | Candidato/a     |
| 2019 | Bonsang Award        | Momoland  | Vincitore/trice |
| 2019 | Popularity Award     | Momoland  | Candidato/a     |
| 2019 | Hallyu Special Award | Momoland  | Candidato/a     |

### Soribada Best K-Music Award
| Anno | Premio                    | Ricevente | Risultato       |
| ---- | ------------------------- | --------- | --------------- |
| 2018 | Daesang Award             | Momoland  | Candidato/a     |
| 2018 | Bonsang Award             | Momoland  | Vincitore/trice |
| 2018 | Popularity Award (Female) | Momoland  | Candidato/a     |
| 2018 | Global Fandom Award       | Momoland  | Candidato/a     |
| 2019 | Daesang Award             | Momoland  | Candidato/a     |
| 2019 | Bonsang Award             | Momoland  | Vincitore/trice |
| 2019 | Popularity Award (Female) | Momoland  | Candidato/a     |

### Altri premi
| Anno | Evento                                   | Premio                       | Ricevente | Risultato       |
| ---- | ---------------------------------------- | ---------------------------- | --------- | --------------- |
| 2017 | Asia Model Awards                        | New Star Singer              | Momoland  | Vincitore/trice |
| 2017 | 4th Korea-China Management Awards        | Asia Rising Star             | Momoland  | Vincitore/trice |
| 2017 | 25th Korean Culture Entertainment Awards | K-Pop Artist Award           | Momoland  | Vincitore/trice |
| 2018 | BreakTudo Awards                         | K-pop Female Group           | Momoland  | Candidato/a     |
| 2018 | Korea Cable TV Awards                    | Artist of the Year           | Momoland  | Vincitore/trice |
| 2018 | MTN Broadcast Advertising Festival       | Rookie Star Award            | Momoland  | Vincitore/trice |
| 2018 | Korea Brand Awards                       | Idol of the Year             | Momoland  | Vincitore/trice |
| 2019 | The Fact Music Awards                    | Artist of the Year (Bonsang) | Momoland  | Vincitore/trice |
| 2019 | Circle Chart Music Award                 | World Rookie Award           | Momoland  | Vincitore/trice |
| 2019 | Japan Gold Disc Award                    | Best 3 New Artist (Asia)     | Momoland  | Vincitore/trice |
| 2020 | 8th Korean Arts and Culture Awards       | Korean Wave Idol Award       | Momoland  | Vincitore/trice |